# 青空球児・好児
青空球児・好児（あおぞら きゅうじ・こうじ）は、漫才協会所属の漫才コンビ。青空一門。元ホリプロ所属。
1965年に結成。1973年に第21回NHK新人漫才コンクール優勝。1979年に漫才協団（現：漫才協会）真打昇進。
故郷を紹介するネタ（ぼくの故郷）での「ゲロゲ～ロ」のギャグ、逆さ漫才（君の名は、むっつり右門捕物帖）、国定忠治などで有名。漫才をするときはセンターマイクを使わない。最後のお笑い第一世代と呼ばれ、現役の漫才師で最も古いコンビ。

## メンバー
- 青空 球児（本名：下地 康夫[1]（しもじ やすお）1941年8月17日（83歳）[1] - ）

神奈川県横浜市鶴見区出身。ボケ担当。現職は一般社団法人漫才協会名誉会長。漫才協会第6代会長を歴任した。高輪商業(高輪中学校・高等学校)卒。
「ゲロゲ～ロ」のギャグで有名。
高校卒業後、アメリカンボトラーズ（現コカコーラ）で働く。森川信の芸能学校の出身。コロムビア・トップに師事するが、1960年に浅草公園六区の「東洋劇場」でコメディアンの修行を始める。「トリオ・ザ・パンチ」、「ナンセンストリオ」、「トリオスカイライン」のそれぞれの初代メンバーを経て、漫才コンビを結成。現在の好児とコンビを組み直した後人気が出た。なお、コロムビア・トップ死去時の葬儀委員長も務めた。
なお、両親が沖縄、父は宮古出身であることを公表している。
- 青空 好児（本名：谷田部 政視[1]（やたべ まさのり）1943年10月2日（81歳）[1] - ）

東京都三鷹市出身、ツッコミ担当。通称は「ルパン」。中野電波高等学校卒。現職は一般社団法人漫才協会専務理事、世田谷区議会議員（6期）。
「トリオ・ハッスル」(メンバーは青空球児と好児ともう一人)で石原裕次郎、舟木一夫などの歌謡ショーに出演していた。
父親が戦死している為、父親には会ったことがない。
世田谷区のPTA会長を5年間務め、1998年に世田谷区立中PTA会長としての活動で区の給食職員の人件費を年間4億円削減するなどの成果を上げる。
漫才中は球児のことをリーダーと呼ぶ。例、「さすがリーダー」「そりゃないよリーダー」

## 政治家（青空こうじ）
- 青空 こうじ（本名：谷田部 政視[1]（やたべ まさのり）1943年10月2日（81歳）[1] - ）

2003年に世田谷区議会議員（定数52）に立候補し初当選（5538票、72名中4位）。無所属。2007年、再選（5151票、71名中11位）。2011年、3選（4268票、82名中21位）。2015年、4選（3724票、82名中34位）。2019年、5選（4177票、75名中35位）。2023年、6選（3770票、75名中47位）。

## エピソード
- 球児が組んでいたコンビの相方（青空球児・場児の場児）と呑み屋で喧嘩別れし、その時たまたま一緒に居た好児に「明日、ヒマか?」と誘いをかけ、そのまま翌日の仕事からコンビを組んだと云う[3]。
- 2022年3月発売のFLASHで、その後、球児が会長を務めることになった漫才協会（当時の漫才協団）について二人で取材を受けているが、師匠のコロムビア・トップから言われるがままに加盟することになったといい、本当は「嫌な先輩が多いの知ってたから（「今はそういうことはない」そうだが）」入りたくなかった、と当時を振り返っている[4]。また、好児は「俺たち、昔は最初に解散するコンビっていわれてたのに、いちばん長くなっちゃった。」と近況に繋げて語った[4]。
- 後年になってからの活動フィールドは、漫才協会の浅草東洋館での定席興行が主であり、「漫才大会」が行われる浅草演芸ホールを除き、東都の落語寄席定席の興行に出演する機会は極めて少ない（落語協会・落語芸術協会のいずれにも加入していないため）。近年は高齢になった事もあり、漫才協会の定席興行でも出演する機会が限られており、2024年12月30日の「漫才大会」（浅草演芸ホール）に出演しているが、「ご挨拶」という顔見世であった（球児は約1年ぶりの出演だった[5]）。
- かつては名古屋の寄席である大須演芸場の正月初席定席興行の主任（トリ）を務めていた（1日から5日までの数日担当）。これは江戸・上方の落語家が自所属協会の初席定席興行の出演が優先されるためで、この期間の浅草東洋館が落語協会の初席として使用されていて、漫才協会の定席興行が行われないこともあり、招聘されていた。高齢になった事もあり、2023年を最後に大須へは出演していない。

## テレビ（球児・好児）
- 第24回NHK紅白歌合戦（鶴岡雅義と東京ロマンチカと欧陽菲菲の曲間）
- 年忘れ漫才競演
- 初詣!爆笑ヒットパレード
- 進め!フィンガー5
- 東西寄席
- お笑い球好列車
- オールスター水泳大会（応援団）
- てんぷく笑劇場
- 関口宏のオォ!笑歌
- 風鈴捕物帳
- 7時のナマナマ歌謡曲
- たのしいきょうしつ（1974年、NHK教育）
- 遠山の金さん（1979年、テレビ朝日） - 白木五郎蔵（球児）、紺野与四郎（好児）
- 噂の刑事トミーとマツ 第45話「トミマツの、ヤマトよ永遠に」（1980年、TBS） - そば屋（球児）、中華屋（好児）
- 水戸黄門 第12部 第8話「にせ黄門様の悪退治 -米原-」（1981年10月19日、TBS / C.A.L） - 市村格之丞（球児）、助三（好児）
- 火曜サスペンス劇場「松本清張の交通事故死亡1名」（1981年12月7日、NTV / 三船プロ）
- 木曜ゴールデンドラマ「嫁・嫁・姑」（1984年4月12日、YTV / 東映）
- 暁に斬る!
- 12時開演! おしかけ寄席
- めちゃ×2イケてるッ! 「笑わず嫌い王決定戦」のコーナー
- おはよう!こどもショー -「こどものどじまん」の2代目司会。
- 前略ヒロミ様
- 笑いがいちばん（NHK総合）
- 美の巨人たち
- とんねるずのみなさんのおかげです「仮面ノリダー、カエルの鳴き方教室の講師」

### アニメ
- 新・ど根性ガエル - ゴリライモ[6]（球児）、モグラ[6]（好児）

## テレビ（青空球児）
- スターどっきり㊙報告
- 熱中時代・刑事編 第17話「熱中刑事vs幽霊泥棒」（1979年、NTV） - 大塚梅次
- それゆけ!レッドビッキーズ
  - 選手の父親（秋山ヒデノブ）役で準レギュラー。第66話には好児もゲスト出演しているが、球児との絡みは一切なかった。
- 宇宙刑事シャリバン
- 星雲仮面マシンマン 第9話「髭のはえた女の子」 - サユリの父 / 黒マントの男
- 兄弟拳バイクロッサー
- おんな浮世絵・紅之介参る!
- 鉄道公安官
- 野球狂の詩
- はぐれ刑事純情派
- 寝台特急あかつき殺人事件 (1983年) - 米山志郎（元「KOタクシー」ドライバー）
- 多摩南署たたき上げ刑事・近松丙吉 6「仰角の写真」（2006年）- まんじゅう屋
- 忍風戦隊ハリケンジャー - クグツ忍：水喰い忍者ガマジャクシの声
- 5時に夢中!（2008年6月13日）
- 孤独のグルメ Season8 第6話（2019年11月9日）- 鳴海社長 役

## テレビ（青空好児）
- 熱中時代 刑事編 第22話「七つの顔の悪党」（1979年、NTV） - 元輪星夫 役
- ビートたけしのTVタックル（政治家として、2018年2月18日、テレビ朝日）

## ラジオ
- 三宅裕司のヤングパラダイス
- 真打ち競演

## 映画

### コンビで出演
- 漫才協会 THE MOVIE 舞台の上の懲りない面々（2024年3月1日、KADOKAWA/ミックスゾーン/中京テレビ放送/ミラクルヴォイス[7]）

### 青空球児
- ルパン三世 念力珍作戦
- オン・ザ・ロード
- 新・ど根性ガエル ど根性・夢枕 - ゴリライモ[8]（声の出演）
- 刑事物語3 潮騒の詩
- あなただけグッドナイト あゝ伝次郎

### 青空好児
- 新・ど根性ガエル ど根性・夢枕 - モグラ[8]（声の出演）

## 舞台
- ホリプロ創立15周年記念『第1回百恵ちゃんまつり』1975年8月28日-31日 第2部 バラエティ・ショー「歌だ!!祭りだ!!百恵ちゃん」 /  新宿コマ劇場 (2008年12月31日閉館)
- 5周年特別公演『第3回百恵ちゃんまつり』1977年8月27日-31日 第1部 ミュージカル「蜘蛛の里」 /  新宿コマ劇場
- 『第3回百恵ちゃんまつり』新春特別公演(大阪公演) 1978年1月28日・29日 第1部 ミュージカル「蜘蛛の里」 /  梅田コマ劇場 (現・梅田芸術劇場)
- 『第4回百恵ちゃんまつり』1978年8月25日-31日 第1部 ミュージカル「愛の鐘は鳴らない」 /  新宿コマ劇場
- 『デビュー5周年記念　熱唱！石川さゆり』1977年10月29日-30日 新宿コマ劇場
- 『森昌子特別公演』1980年5月2日-11日新宿コマ劇場
- 喜劇「女房は幽霊」（2011年9月6日-25日、京都四條南座）
- ももいろクローバーZ ももクロ春の一大事2012 〜横浜アリーナ まさかの2DAYS〜 -ももクロ☆オールスターズ2012　（2012年4月21日　横浜アリーナ）